# William T. Glidden
William Taylor Glidden (* 22. September 1805 in Newcastle (Maine); † 28. Januar 1893 ebenda) war ein US-amerikanischer Kapitän, Schiffs- und Eisenbahnmanager.

## Leben
William T. Glidden, ein Sohn von John und Sarah Glidden, fuhr ab seinem dreizehnten Lebensjahr zur See und erreichte schon mit 21 Jahren den Rang eines Kapitäns. Er war vorrangig mit Handelsschiffen auf Routen nach China und Europa unterwegs. Mindestens von 1840 bis 1844 segelte er auf der Stephen Baldwin; 1848 ließ er sich in Boston nieder. Hier gründete er zusammen mit seinem Geschäftspartner J. M. S. Williams die Firma Glidden & Williams, die in den 1840er und 1850er Jahren als wichtigste Reederei, deren Schiffe von Boston aus verkehrten, galt und bis 1877 bestand. Die Flagge von Glidden & Williams wies einen roten, fünfzackigen Stern auf oben weißem und unten blauem Grund auf. 1863 ließ Glidden für seine Familie und sich das Haus 1 Marlborough Street in Back Bay, Boston, bauen.
Zu den Klippern von Glidden & Williams gehörten die Witch of the Wave, die Morning Light und die Sierra Nevada.
Außer in der Schifffahrt engagierte sich Glidden auch im Eisenbahnwesen. Er gehörte zu den Direktoren der Union Pacific Railroad.
Außerberuflich interessierte Glidden sich besonders für Genealogie. Ab 1870 war er Mitglied der New England Historic Genealogical Society. Außerdem gehörte er unter anderem der Maine Historical Society an, der Virginia Historical Society, der Boston Marine Society, dem Pine Tree State Club und dem Union Club of Boston.

## William T. Glidden und der Architekt Vaughan
Glidden schenkte zusammen mit seiner Frau Catherine der Gemeinde Newcastle die von Henry Vaughan entworfene St. Andrew’s Church. Das Grundstück, auf dem diese Kirche erbaut wurde, war im Besitz der Familie Glidden, seit diese in der Mitte des 18. Jahrhunderts von New Market übergesiedelt war. Henry Vaughan war auf einem von Gliddens Schiffen nach Amerika gekommen und lebte einige Zeit im Haushalt der Familie Glidden. Er entwarf für diese auch den Wohnsitz Gladisfen in Newcastle.

## Familie
William T. Glidden war in erster Ehe mit Susan Cotter und in zweiter Ehe, ab 1840, mit Catherine C. Glidden verheiratet. Er hatte vier Töchter und drei Söhne, von denen nur einer, John Murray Glidden, ihn überlebte und den Familiensitz Gladisfen übernahm.